# Zgrzypikowe

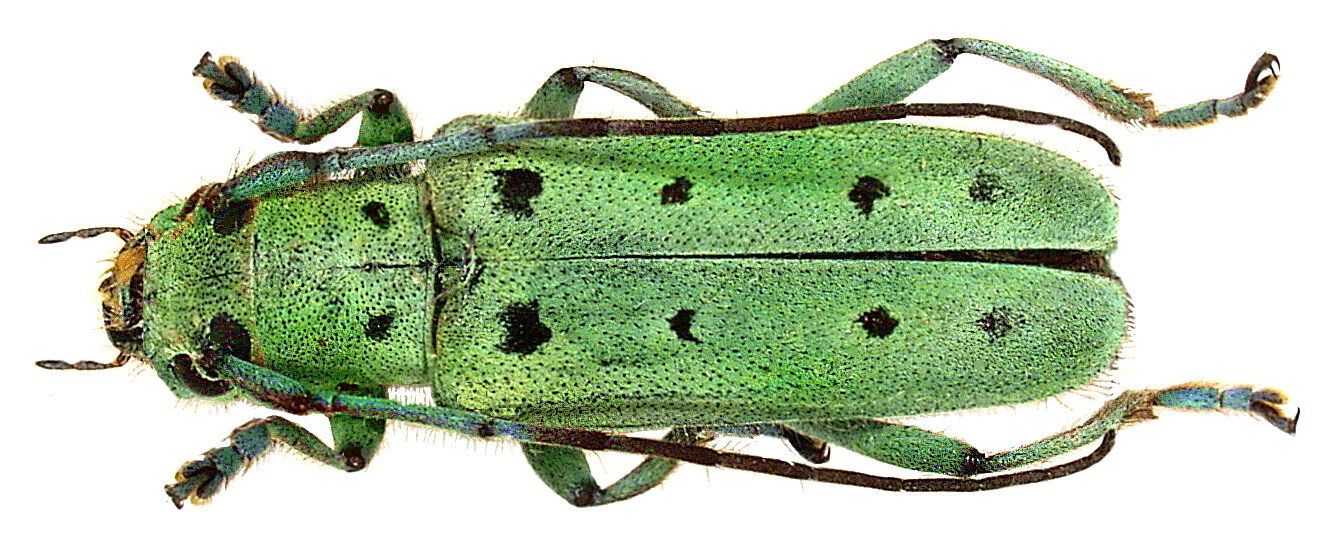
Rzemlik lipowiec (Saperda octopunctata)

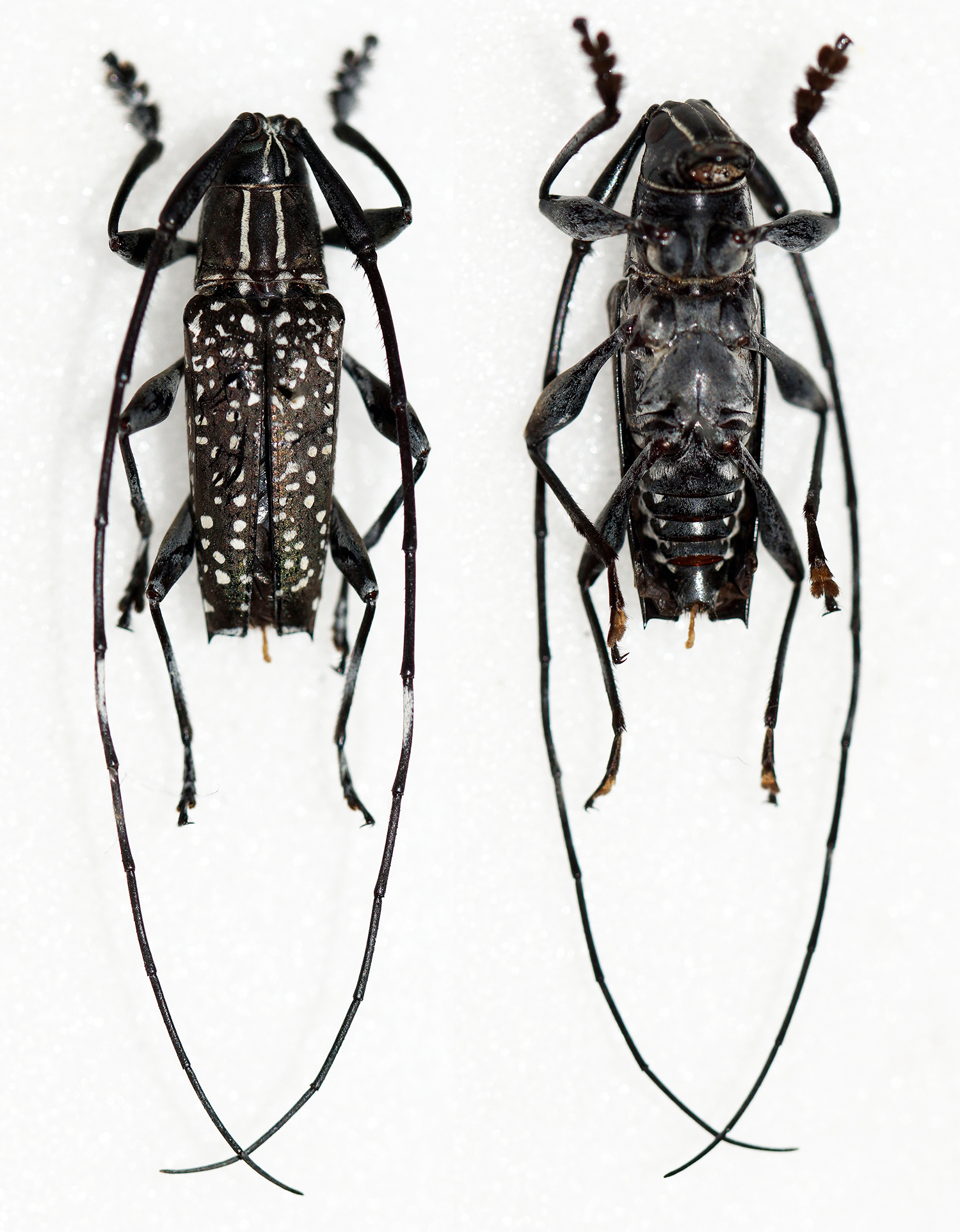
Colobothea naevigera

Zgrzypikowe (Lamiinae) – podrodzina chrząszczy z rodziny kózkowatych.

## Taksonomia
Podrodzinę tę opisał w 1825 roku Pierre-André Latreille. Rodzajem typowym jest rodzaj Lamia, zaś gatunkiem Cerambyx textor.

## Zasięg występowania
Przedstawiciele tej podrodziny występują na całym świecie. Najliczniejsze są w strefie tropikalnej.

## Systematyka
Do zgrzypikowych zalicza się około 20000 gatunków zgrupowanych w około 3000 rodzajów i  84 plemionach:

- Acanthocinini
- Acanthoderini
- Acanthomerosternoplonini
- Acmocerini
- Acridocephalini
- Acrocinini
- Aderpasini
- Aerenicini
- Agapanthiini
- Ancylonotini
- Anisocerini
- Apomecynini
- Astathini
- Batocerini
- Calliini
- Ceroplesini
- Cloniocerini
- Colobotheini
- Compsosomatini
- Crinotarsini
- Crossotini
- Cyrtinini
- Desmiphorini
- Dorcadiini
- Dorcaschematini
- Elytracanthinini
- Emphytoeciini
- Enicodini
- Epicastini
- Eunidiini
- Eupromerini
- Exocentrini
- Forsteriini
- Gnomini
- Gyaritini
- Heliolini
- Hemilophini
- Homonoeini
- Hyborhabdini
- Lamiini
- Laticraniini
- Mauesiini
- Megabasini
- Mesosini
- Microcymaturini
- Moneilemini
- Monochamini
- Morimonellini
- Morimopsini
- Neohippopsini
- Neopachystolini
- Nyctimeniini
- Oculariini
- Onciderini
- Onocephalini
- Onychogleneini
- Pachystolini
- Parmenini
- Petrognathini
- Phacellini
- Phantasini
- Phytoecini
- Phrissomini
- Phrynetini
- Pogonocherini
- Polyrhaphidini
- Pretiliini
- Proctocerini
- Prosopocerini
- Protonarthrini
- Pseudomacrochenus
- Pteropliini
- Rhodopinini
- Saperdini
- Stenobiini
- Sternotomini
- Tapeinini
- Tetraopini
- Tetraulaxini
- Tetropini
- Theocridini
- Tmesisternini
- Tragocephalini
- Xenofreini
- Xenoleini
- Xylorhizini
- Zygocerini